# Botiz
Botiz (Batiz en hongrois) est une commune roumaine du județ de Satu Mare, dans la région historique de Transylvanie et dans la région de développement du Nord-ouest.

## Géographie
La commune de Botiz est située dans le centre nord du județ, dans la plaine du Someș, à 8 km au nord-est de Satu Mare, le chef-lieu du județ.
La municipalité est composée du seul village de Botiz depuis 2004 (population en 2002) :
- Botiz (3 259), siège de la commune.

Le climat est de type continental. La moyenne estivale des températures oscille entre 11 °C et 15 °C, la moyenne hivernale entre −2 °C et +2 °C. Les précipitations annuelles varient entre 450 mm et 730 mm.

## Histoire
La première mention écrite du village de Botiz date de 1364.
La commune, qui appartenait au royaume de Hongrie, faisait partie de la principauté de Transylvanie et elle en a donc suivi l'histoire.
Après le compromis de 1867 entre Autrichiens et Hongrois de l'empire d'Autriche, la principauté de Transylvanie disparaît et, en 1876, le royaume de Hongrie est partagé en comitats. Botiz intègre le comitat de Szatmár (Szatmár vármegye).
À la fin de la Première Guerre mondiale, l'Empire austro-hongrois disparaît et la commune rejoint la Grande Roumanie au traité de Trianon.
En 1940, à la suite du deuxième arbitrage de Vienne, elle est annexée par la Hongrie jusqu'en 1944, période durant laquelle sa communauté juive est exterminée par les nazis. Elle réintègre la Roumanie après la Seconde Guerre mondiale au traité de Paris en 1947.
En 2004, les deux villages de Agriș et Ciuperceni se séparent de la commune de Botiz et forment la nouvelle commune d'Agriș.

## Démographie
Jusqu'en 2002, les statistiques démographiques incluent les deux villages de Agriș et Ciuperceni.
En 1910, à l'époque austro-hongroise, la commune comptait 3 385 Hongrois (96,66 %) et 116 Roumains (3,31 %).
En 1930, on dénombrait 1 884 Roumains (47,40 %), 1 860 Hongrois (46,79 %), 161 Juifs (4,05 %), 29 Ukrainiens (0,73 %) et 9 Allemands (0,23 %).
En 1956, après la Seconde Guerre mondiale, 2 285 Hongrois (51,43 %) côtoyaient 2 129 Roumains (47,92 %), 10 Roms (0,23 %), 8 Juifs (0,18 %) et 7 Allemands (0,16 %).
En 2002, la commune comptait 2 406 Roumains (49,47 %), 2 236 Hongrois (45,97 %), 105 Roms (2,15 %), 99 Ukrainiens (2,03 %) et 14 Allemands (0,28 %). On comptait à cette date 1 055 ménages et 1 058 logements.
Lors de ce recensement de 2011, 67,2 % de la population se déclarent roumains, 21,89 % comme hongrois et 4,74 % comme roms (5,74 % ne déclarent pas d'appartenance ethnique et 0,41 % déclarent appartenir à une autre ethnie).

### Religions
En 2002, la commune comprenait encore les deux villages d'Agriș et Ciuperceni, les statistiques suivantes les incluent donc. La composition religieuse de la commune était alors la suivante :
- Chrétiens orthodoxes, 30,08 % ;
- Réformés, 23,93 % ;
- Grecs-Catholiques, 22,68 % ;
- Catholiques romains, 19,61 % ;
- Pentecôtistes, 2,15 %.

## Politique
| Parti | Parti                                      | Sièges |
| ----- | ------------------------------------------ | ------ |
|       | Parti national libéral (PNL)               | 5      |
|       | Alliance des libéraux et démocrates (ALDE) | 2      |
|       | Union démocrate magyare de Roumanie (UDMR) | 2      |
|       | Parti Mouvement populaire (PMP)            | 2      |
|       | Parti social-démocrate (PSD)               | 1      |
|       | Parti civique magyar (PCM)                 | 1      |

## Économie
L'économie de la commune repose sur l'agriculture, l'élevage, la transformation des produits agricoles (minoterie, la fabrication de meubles.

## Communications

### Routes
Botiz est située sur la route nationale DN19 (Route européenne 81) qui rejoint Satu Mare au sud-ouest, Baia Mare, Livada et l'Ukraine au nord-est. La route régionale DJ194C atteint Lazuri à l'ouest.

### Voies ferrées
Botiz est un nœud ferroviaire pour les chemins de fer roumains (Căile Ferate Române). Là divergent les lignes venant de Satu Mare et se dirigeant vers Halmeu, Bixad et Baia Mare.

## Lieux et Monuments
- Botiz, église orthodoxe datant de 1757[8].
- Botiz, église grecque-catholique des Sts Archanges datant de 1896[8].
- Botiz, église réformée datant de 1881[9].
- Botix, manoir Kallay Antal du XVIIIe siècle[10].